# 새커거위아
새카자웨아(Sacagawea, 1788년경 ~ 1812년 12월 20일)는 북아메리카의 원주민인 쇼쇼니 족 출신의 사람으로, 루이스 클라크 탐험단이 미국 서부 지역을 탐험할 때 통역과 길 안내를 하며, 1804년부터 1806년 사이에 오늘날의 노스다코타주에서 태평양 연안까지 동행했다. Sakakawea, Sacajawea로 영어식 표기가 여러 개 존재한다.